# بهار سیاه (رمان)
بهار سیاه (انگلیسی: Black Spring) رمانی از هنری میلر است که در سال ۱۹۳۶ در پاریس منتشر شد.